# Дзукки, Дино
Дино Дзукки (итал. Dino Zucchi; 5 декабря 1927, Бастилья, Эмилия-Романья — 11 октября 2011, Болонья) — итальянский баскетболист, центровой. Участник летних Олимпийских игр 1952 года.

## Биография
Дино Дзукки родился 5 декабря 1927 года в итальянской коммуне Бастилья.
В 1948—1953 годах играл в баскетбол за «Виртус» из Болоньи, в составе которого в 1949 году стал чемпионом Италии.
В марте 1951 года дебютировал в составе сборной Италии, сыграв в Генуе в товарищеском матче против Франции.
В том же году стал бронзовым призёром баскетбольного турнира Средиземноморских игр в Александрии.
В 1952 году вошёл в состав сборной Италии по баскетболу на летних Олимпийских играх в Хельсинки, поделившей 17-23-е места. Играл на позиции центрового, провёл 4 матча, набрал 14 очков (7 в матче со сборной Турции, 5 — с Румынией, 2 — с Канадой).
Умер 11 октября 2011 года в Болонье.

## Семья
Старший брат — Дарио Дзукки, итальянский баскетболист. Выступал вместе с Дино за «Виртус».